# Горњи Поточари
Горњи Поточари су насељено мјесто у општини Сребреница, Република Српска, БиХ. Према прелиминарним подацима пописа становништва 2013. године, у насељу је живјело 248 становника.

## Становништво 1991.
По посљедњем службеном попису становништва из 1991. године, насељено мјесто Горњи Поточари имало је 896 становника, сљедећег националног састава:
| Националност | 1991.      |
| Муслимани    | 896 (100%) |
| Укупно       |            |

1. ↑  Муслимани се данас изјашњавају као Бошњаци.

Подаци о броју становника до 1991. године су садржани у броју становника насеља Доњи Поточари са којим су чинили једно насеље под именом Поточари.
| Демографија----- | Демографија----- | Демографија----- |
| Година           | Становника       | Становника       |
| ---------------- | ---------------- | ---------------- |
| 1948.            | 0                |                  |
| 1953.            | 0                |                  |
| 1961.            | 0                |                  |
| 1971.            | 0                |                  |
| 1981.            | 0                |                  |
| 1991.            | 896              |                  |
| 2013.            | 248              |                  |